# Klapavka obecná
Klapavka obecná (Sternotherus odoratus) je želva, která je rozšířená na území od jižní Kanady až na poloostrov Florida a jihovýchodní Texas. Žije v zátočinách řek nebo v jezerech. Potravu loví ve vodě a tvoří ho především hmyz, drobné ryby a obojživelníci. V zajetí jsou chovány dost často, vydrží léta bez zvláštního ošetřování.

## Popis
Mladí jedinci mají krunýř tmavě olivový nebo hnědý, staří jsou tmavě hnědí na krunýři porostlí řasami. Spodní pancíř je tmavě žlutý až hnědý. Na každé straně hlavy mají dva žluté až na krk sahající proužky. Jeden z nich se dotýká oka, druhý se táhne pod okem. Tato želva dorůstá nejvýše délky 14 cm.

## Rozmnožování
Když klade vejce vylézá na souš. Vejce je veliké 2,5 x 1,7 cm a mají velmi tvrdou a silnou skořápku. Vejce klade samice do děr a pokrývá je vrstvou listí.

## Přezimování
K přezimování se klapavky zahrabávají do bahna. V prvních jarních měsících vylézají a hledají si mělkou vodu, kde leží a vyhřívají se. V této době jsou vidět ve velkém množství a lze je snadno chytit.